# Cantó de Vilabòsc-La Valeta

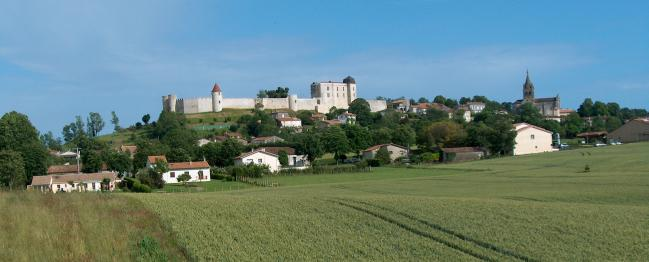
Imatge de Vilabuòu.

El cantó de Vilabòsc-La Valeta és un cantó francès del departament del Charente, situat al districte d'Angulema. Té 17 municipis i el cap és Vilabòsc-La Valeta.

## Municipis
- Blanzaguet
- Charmant
- Chavenat
- Combier
- Dinhac
- Aidon
- Fouquebrune
- Garda
- Gurac
- Julhaguet
- Manhac de la Valeta e Vilars
- Roncenac
- Ronhac
- Serts
- Torsac
- Vau de la Valeta
- Vilabòsc-La Valeta

| Data d'elecció                           | Identitat           | Partit                     | Qualitat |
| ---------------------------------------- | ------------------- | -------------------------- | -------- |
| 1949-1961                                | M. Chaignaud        | RS, després Divers droite  |          |
| 1961-1998                                | Pierre Fougère      | Divers droite, després UDF |          |
| 1998-2004                                | Pierre Sallée       | DL                         |          |
| 2004-2011                                | Jean-Claude Rambaud | PS                         |          |
| 2011-                                    | Didier Jobit        | Divers droite              |          |
| les dades anteriors no són pas conegudes |                     |                            |          |
|                                          |                     |                            |          |